# Sky Sharks
Pour plus de détails, voir Fiche technique et Distribution.
Sky Sharks est un film de science-fiction allemand, réalisé par Marc Fehse et sorti en 2020. Ses acteurs sont Robert LaSardo, Cary-Hiroyuki Tagawa, Lynn Lowry, Lar Park Lincoln, Nick Principe, Michaela Schaffrath et Charles Rettinghaus.

## Synopsis
Au cours d’une expédition en Antarctique, une équipe géologique découvre accidentellement un laboratoire nazi de la Seconde Guerre mondiale qui a été caché dans les profondeurs de la glace. Une terrible arme secrète est cachée dans le laboratoire : une armée de requins génétiquement modifiés pilotés par des zombies nazis surhumains. Lorsqu’ils sont réveillés, ils prennent leur envol, avec des conséquences terribles pour tout ce qui croise leur chemin. Un groupe militaire d’élite, formé de quatre soldats américains tombés au combat au Vietnam, fait face à la menace pour sauver la Terre de la destruction.

## Distribution
- Tony Todd : le major général Frost
- Lynn Lowry : Mère Mary
- Mick Garris : Dr Gage Creed
- Barbara Nedeljáková : Angélique Richter
- Eva Habermann : Diabla Richter
- Cary-Hiroyuki Tagawa : Michael Morel
- Robert LaSardo : Père Rodriguez
- Nick Principe : Hans Leiber
- Lar Park Lincoln : Sidney Scott
- Naomi Grossman : Natalie Rochefort
- Dave Sheridan (non crédité) : Kifo Mleta
- Amanda Bearse : Marjorie Phelps
- Yan Birch : Godfrey Graves
- Travis Love : Pierre Colbert
- J. Larose : Martin Keele
- Kurando Mitsutake : l’interprète du Dr Katsube
- Michaela Schaffrath : Heidi Lönz
- Charles Rettinghaus : Stewart Rainer Wein

## Versions
Le film a été présenté pour la première fois au London FrightFest Film Festival en août 2020,. Il est sorti en DVD, Blu-ray et plateformes numériques le 2 février 2021,.

## Réception critique
Le film a une note de 43% sur Rotten Tomatoes, basée sur sept critiques.
Martin Unsworth de Starburst a attribué trois étoiles au film et a écrit : « Comme le fils bâtard de Iron Sky et Dead Snow, Sky Sharks a des nazis en son cœur, mais d’une manière qui permet au public de s’amuser un peu. »